# Langue des signes bulgare
La langue des signes bulgare est une langue des signes utilisée par les sourds et leurs proches en Bulgarie. Elle n'est pas reconnue[réf. souhaitée].